# Liste der NBL-Meister

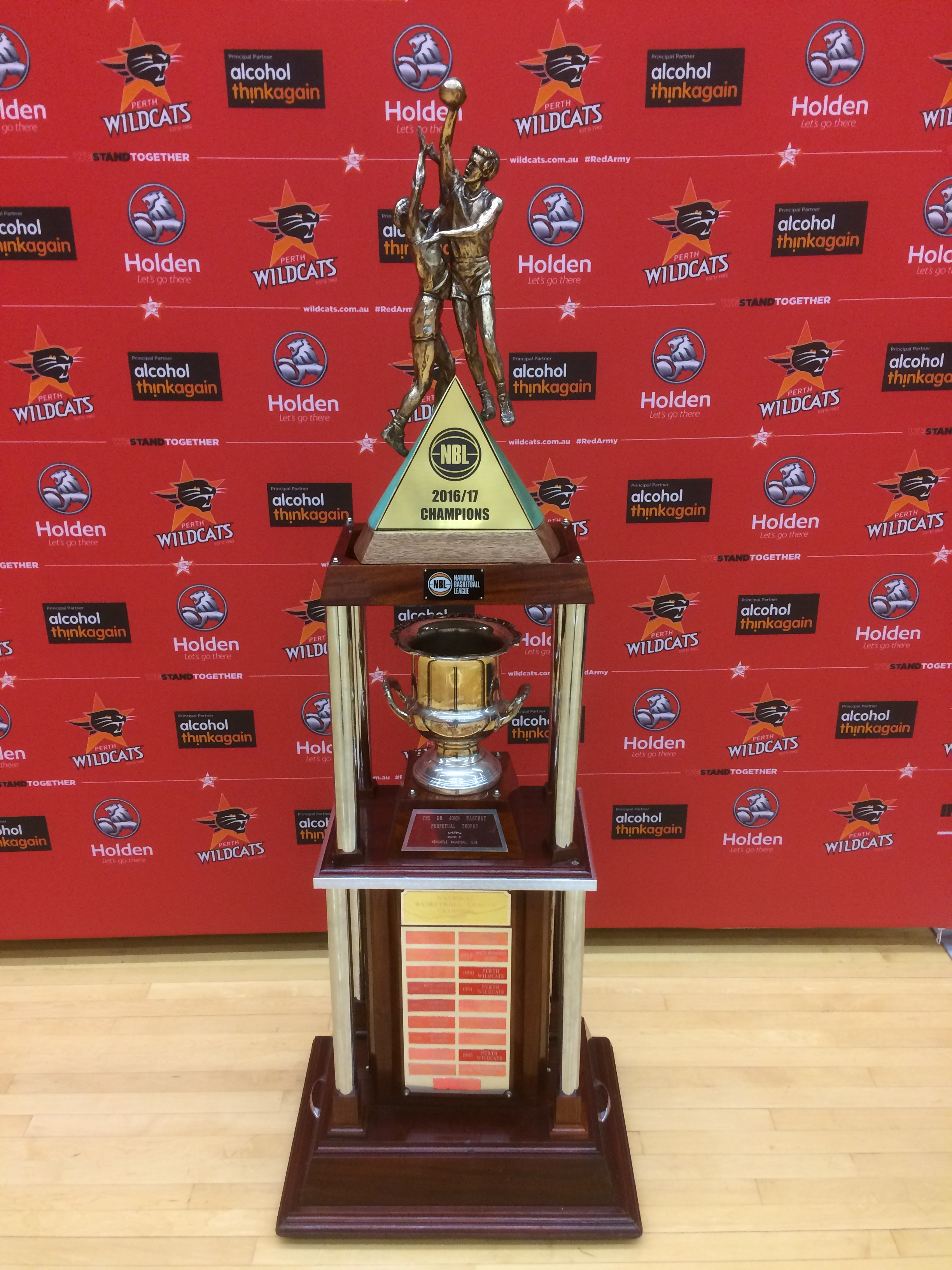
Meisterschaftstrophäe der NBL

Die Liste der NBL-Meister enthält alle Meister der australasischen National Basketball League, einem Zusammenschluss aus neun australischen und einem neuseeländischen Basketballteam. 

## Meister
| Jahr | Mannschaft             | Platzierung in der regulären Saison | Siege | Niederlagen | Siegquote in % | Teamkapitän                   | Chefcoach             |
| ---- | ---------------------- | ----------------------------------- | ----- | ----------- | -------------- | ----------------------------- | --------------------- |
| 2025 | Illawarra Hawks        | 1                                   | 20    | 9           | 69,0           | Sam Froling Tyler Harvey      | Justin Tatum          |
| 2024 | Tasmania JackJumpers   | 3                                   | 16    | 12          | 57,1           | Clint Steindl                 | Scott Roth            |
| 2023 | Sydney Kings           | 1                                   | 19    | 9           | 67,9           | Xavier Cooks                  | Chase Buford          |
| 2022 | Sydney Kings           | 3                                   | 19    | 9           | 67,9           | Shaun Bruce Xavier Cooks      | Chase Buford          |
| 2021 | Melbourne United       | 1                                   | 28    | 8           | 77,8           | Chris Goulding Mitch McCarron | Dean Vickerman        |
| 2020 | Perth Wildcats         | 2                                   | 19    | 9           | 67,9           | Damian Martin                 | Trevor Gleeson        |
| 2019 | Perth Wildcats         | 1                                   | 18    | 10          | 64,3           | Damian Martin                 | Trevor Gleeson        |
| 2018 | Melbourne United       | 1                                   | 20    | 8           | 71,4           | Chris Goulding                | Dean Vickerman        |
| 2017 | Perth Wildcats         | 3                                   | 15    | 13          | 52,6           | Damian Martin                 | Trevor Gleeson        |
| 2016 | Perth Wildcats         | 2                                   | 18    | 10          | 64,3           | Damian Martin                 | Trevor Gleeson        |
| 2015 | New Zealand Breakers   | 2                                   | 19    | 9           | 67,9           | Mika Vukona                   | Dean Vickerman        |
| 2014 | Perth Wildcats         | 1                                   | 21    | 7           | 75,0           | Damian Martin                 | Trevor Gleeson        |
| 2013 | New Zealand Breakers   | 1                                   | 24    | 4           | 92,3           | Mika Vukona                   | Andrej Lemanis        |
| 2012 | New Zealand Breakers   | 1                                   | 21    | 7           | 75,0           | Mika Vukona                   | Andrej Lemanis        |
| 2011 | New Zealand Breakers   | 1                                   | 22    | 6           | 78,6           | Mika Vukona                   | Andrej Lemanis        |
| 2010 | Perth Wildcats         | 1                                   | 17    | 11          | 60,7           | Shawn Redhage                 | Rob Beveridge         |
| 2009 | South Dragons          | 1                                   | 22    | 8           | 73,3           | Mark Worthington              | Brian Goorjian        |
| 2008 | Melbourne United       | 2                                   | 22    | 8           | 73,3           | Chris Anstey Darryl McDonald  | Al Westover           |
| 2007 | Brisbane Bullets       | 1                                   | 28    | 5           | 84,8           | Sam Mackinnon                 | Joey Wright           |
| 2006 | Melbourne United       | 2                                   | 25    | 7           | 78,1           | Chris Anstey Darryl McDonald  | Al Westover           |
| 2005 | Sydney Kings           | 1                                   | 21    | 11          | 65,6           | Jason Smith                   | Brian Goorjian        |
| 2004 | Sydney Kings           | 1                                   | 26    | 7           | 78,8           | Matthew Nielsen               | Brian Goorjian        |
| 2003 | Sydney Kings           | 1                                   | 22    | 8           | 73,3           | Shane Heal                    | Brian Goorjian        |
| 2002 | Adelaide 36ers         | 3                                   | 17    | 13          | 56,7           | Brett Maher                   | Phil Smyth            |
| 2001 | Illawarra Hawks        | 4                                   | 21    | 7           | 75,0           | Mat Campbell Glen Saville     | Brendan Joyce         |
| 2000 | Perth Wildcats         | 3                                   | 22    | 6           | 78,6           | Andrew Vlahov                 | Alan Black            |
| 1999 | Adelaide 36ers         | 1                                   | 18    | 8           | 69,2           | Brett Maher                   | Phil Smyth            |
| 1998 | Adelaide 36ers         | 2                                   | 19    | 11          | 63,3           | Brett Maher                   | Phil Smyth            |
| 1997 | Melbourne United       | 2                                   | 19    | 11          | 63,3           | Andrew Gaze                   | Lindsay Gaze          |
| 1996 | S.E. Melbourne Phoenix | 2                                   | 19    | 7           | 73,1           |                               | Brian Goorjian        |
| 1995 | Perth Wildcats         | 1                                   | 19    | 7           | 73,1           | Andrew Vlahov                 | Adrian Hurley         |
| 1994 | North Melbourne Giants | 2                                   | 19    | 7           | 73,1           |                               | Brett Brown           |
| 1993 | Melbourne United       | 3                                   | 16    | 10          | 61,5           | Andrew Gaze                   | Lindsay Gaze          |
| 1992 | S.E. Melbourne Phoenix | 1                                   | 20    | 4           | 83,3           |                               | Brian Goorjian        |
| 1991 | Perth Wildcats         | 1                                   | 22    | 4           | 84,6           | Mike Ellis                    | Murray Arnold         |
| 1990 | Perth Wildcats         | 5                                   | 17    | 9           | 65,4           | Mike Ellis                    | Alan Black Cal Bruton |
| 1989 | North Melbourne Giants | 2                                   | 17    | 7           | 70,8           |                               | Bruce Palmer          |
| 1988 | Canberra Cannons       | 4                                   | 16    | 8           | 66,7           | Phil Smyth                    | Jerry Lee             |
| 1987 | Brisbane Bullets       | 2                                   | 20    | 6           | 76,9           | Larry Sengstock               | Brian Kerle           |
| 1986 | Adelaide 36ers         | 1                                   | 24    | 2           | 92,3           | Bill Jones                    | Ken Cole              |
| 1985 | Brisbane Bullets       | 1                                   | 20    | 6           | 76,9           | Larry Sengstock               | Brian Kerle           |
| 1984 | Canberra Cannons       | 2                                   | 16    | 7           | 69,6           | Dave Nelson                   | Bob Turner            |
| 1983 | Canberra Cannons       | 2                                   | 16    | 6           | 72,7           | Dave Nelson                   | Bob Turner            |
| 1982 | West Adelaide Bearcats | 1                                   | 21    | 5           | 80,8           |                               | Ken Richardson        |
| 1981 | Launceston Casino City | 2                                   | 14    | 8           | 63,6           |                               | Jim Ericksen          |
| 1980 | St. Kilda Saints       | 1                                   | 17    | 5           | 77,3           |                               | Brian Kerle           |
| 1979 | St. Kilda Saints       | 1                                   | 15    | 3           | 83,3           |                               | Brian Kerle           |

## Rangliste
| Mannschaft                | Meisterschaft | Vizemeisterschaft | Finalteilnahmen | Meisterschaften nach Jahr                                  |
| ------------------------- | ------------- | ----------------- | --------------- | ---------------------------------------------------------- |
| Perth Wildcats            | 10            | 6                 | 16              | 1990, 1991, 1995, 2000, 2010, 2014, 2016, 2017, 2019, 2020 |
| Melbourne United          | 6             | 7                 | 13              | 1993, 1997, 2006, 2008, 2018, 2021                         |
| Sydney Kings              | 5             | 3                 | 8               | 2003, 2004, 2005, 2022, 2023                               |
| Adelaide 36ers            | 4             | 4                 | 8               | 1986, 1998, 1999, 2002                                     |
| New Zealand Breakers      | 4             | 2                 | 6               | 2011, 2012, 2013, 2015                                     |
| Brisbane Bullets          | 3             | 3                 | 6               | 1985, 1987, 2007                                           |
| Canberra Cannons          | 3             | 2                 | 5               | 1983, 1984, 1988                                           |
| Illawarra Hawks           | 2             | 3                 | 5               | 2001, 2025                                                 |
| North Melbourne Giants    | 2             | 2                 | 4               | 1989, 1994                                                 |
| S.E. Melbourne Magic      | 2             | 2                 | 4               | 1992, 1996                                                 |
| Southern Melbourne Saints | 2             | 0                 | 2               | 1979, 1980                                                 |
| West Adelaide Bearcats    | 1             | 2                 | 3               | 1982                                                       |
| Tasmania JackJumpers      | 1             | 1                 | 2               | 2024                                                       |
| Launceston Casino City    | 1             | 0                 | 1               | 1981                                                       |
| South Dragons             | 1             | 0                 | 1               | 2009                                                       |

## Weblink
- Offizielle Website der NBL (englisch)